# 东方路
东方路是中国上海市浦东新区的一条南北走向道路。
东方路原名文登路，得名于山东省县名文登。1953年，配合新住宅区规划建设辟筑，1976年向北延伸，1994年上海东方电视台建成后改今名。道路北端终点设有其秦线轮渡。
上海轨道交通四号线途径东方路，设有浦东大道站及世纪大道站。上海轨道交通六号线设有世纪大道站、浦电路站、蓝村路站、上海儿童医学中心站及临沂新村站。

## 周邊建築物
- 仁济东院
- 上海儿童医学中心
- 世纪汇广场

## 交会道路（北向南）
- 昌邑路
- 浦东大道
- 栖霞路
- 乳山路
- 商城路
- 世纪大道、张杨路
- 潍坊路
- 向城路
- 浦电路
- 峨山路
- 蓝村路
- 浦建路
- 北园路
- 龙阳路
- 东三里桥路
- 兰陵路
- 浦三路
- 南码头路
- 临沂路、东明路
- 沂林路
- 浦东南路

## 轨道交通
- 浦东大道口：414浦东大道站
- 世纪大道口：2469世纪大道站
- 浦电路口：6浦电路站
- 蓝村路口：46蓝村路站
- 北园路口：6上海儿童医学中心站
- 浦三路口：6临沂新村站